# Полковнику никто не пишет (фильм)
«Полковнику никто не пишет» (исп. El coronel no tiene quien le escriba) — художественный драматический фильм мексиканского режиссёра Артуро Рипштейна, снятый по одноимённой повести колумбийского писателя, нобелевского лауреата Габриэля Гарсиа Маркеса в 1999 году.

## Сюжет
Пожилой полковник, ветеран Тысячедневной войны, влачит жалкое существование с больной женой в небольшом латиноамериканском городке. Уже много лет он живёт с надеждой, что ему будет выплачена обещанная правительством пенсия и ежедневно ходит на почту, ожидая долгожданное письмо. Гордость не позволяет ему принять помощь от убийцы сына и продать принадлежавшего Агустину бойцового петуха.
Единственное отличие от сюжета повести состоит в смещении авторами фильма политического акцента гибели сына полковника. В судьбе стариков посильное участие принимает Хулия — девушка, знакомство Агустина с которой в итоге привело к роковому выстрелу.

## В ролях
| Актёр                   | Роль         |
| ----------------------- | ------------ |
| Фернандо Лухан          | полковник    |
| Мариса Паредес          | Лола         |
| Сальма Хайек            | Хулия        |
| Рафаэль Инклан          | падре        |
| Эрнесто Яньес           | дон Сабас    |
| Даниэль Хименес Качо    | Ногалес      |
| Эстебан Соберанес       | Херман       |
| Патрисия Рейес Спиндола | Хасинта      |
| Одисео Бичир            | доктор Пардо |
| Хулиан Пастор           | Лугонес      |
| Эухенио Лобо            | Альваро      |

## Производство
Производство фильма было своего рода семейным делом, режиссёром фильма выступил Артуро Рипштейн, а его жена Пас Алисия Гарсиадиего сценаристом, а в качестве продюсера дебютировал их сын Габриэль Рипштейн.

## Награды и номинации
| Год  | Кинофестиваль                                          | Награда                 | Категория                           | Номинант(ы)            | Результат | Примечания |
| ---- | ------------------------------------------------------ | ----------------------- | ----------------------------------- | ---------------------- | --------- | ---------- |
| 1999 | Каннский кинофестиваль                                 | Золотая пальмовая ветвь | N/A                                 | Артуро Рипштейн        | Номинация | [ 5 ]      |
| 1999 | Кинофестиваль в Торонто                                | N/A                     | Мастера                             | Артуро Рипштейн        | Номинация | [ 6 ]      |
| 2000 | Испанская академия кинематографических искусств и наук | Премия «Гойя»           | Лучший адаптированный сценарий      | Пас Алисия Гарсиадиего | Номинация | [ 7 ]      |
| 2000 | Кинофестиваль «Сандэнс»                                | N/A                     | Приз жюри в латиноамериканском кино | Артуро Рипштейн        | Победа    | [ 8 ]      |

### Комментарии
1. ↑  Похвальное упоминание